# Клементс (Минесота)
Клементс (енгл. Clements) град је у америчкој савезној држави Минесота.

## Демографија
По попису из 2010. године број становника је 153, што је 38 (-19,9%) становника мање него 2000. године.
| Група             | 2000.       | 2010.       |
| Белци             | 188 (98,4%) | 138 (90,2%) |
| Афроамериканци    | 0 (0,0%)    | 0 (0,0%)    |
| Азијати           | 0 (0,0%)    | 8 (5,2%)    |
| Хиспаноамериканци | 0 (0,0%)    | 7 (4,6%)    |
| Укупно            | 191         | 153         |